# 외출 (2005년 영화)
외출은 2005년 9월 7일 개봉한 허진호 감독의 대한민국 영화이다. 일본에서는 같은해 9월 8일 "4월의 눈"이란 제목으로 개봉되었다.

## 영화 소개
2004년 일본내에 욘사마 열풍 이후 배용준의 첫 영화 출연작이라는 점과 "8월의 크리스마스", "봄날은 간다" 등 을 연출한 한국 멜로영화의 거장 허진호 감독의 결합으로 관심을 모았으나, 한국내 개봉에서는 74만명의 관객수에 그치며 두드러진 실적을 거두지 못하였다. 그러나, 일본 등 아시아 권에서 7개국 동시 개봉되며 평균 이상의 성과를 거둔 것으로 평가된다. 특히 일본에서는 약 300만명(흥행수입 28억엔)을 동원하며, 한국영화 사상 최대의 흥행기록을 세웠다.
이 기록은 이후 "내 머리 속의 지우개"(흥행수입 30억엔)으로 인해 깨졌다.
손예진은 2006년 제51회 아시아 태평양 영화제 여우주연상을 수상했다.

## 캐스팅

### 주요 인물
- 배용준 - 인수 역(콘서트 조명 감독)
- 손예진 - 서영 역(경호의 아내)

### 그외 등장인물
- 임상효 - 강수진 역(인수의 아내)
- 김광일 - 광일 역
- 전국환 - 수진 아버지 역
- 류승수 - 윤경호 역(서영의 남편) ※특별출연
- 유승목 - 의사 역
- 이한위 - 인수 선배 역
- 김세동 - 보험사 직원 역
- 전대병 - 경찰 역
- 안세호 - 약사 역
- 주부진 - 경호 간병인 역
- 박신영 - 수진 간병인 역
- 손영순 - 사고 피해자 어머니 역
- 곽수정 - 사고 피해자 누나 역
- 이재훈 - 사고 피해자 형 역
- 김순애 - 사고 피해자 아내 역
- 홍희연 - 수진 병실 간호사 역
- 이호영 - 터미널 군인 역
- 이영희 - 경호 어머니 역

콘서트 장면
- 클래지콰이 - 호란, 알렉스, DJ 클래지 - ※특별출연
- 리쌍 ※특별출연
- 러브홀릭 - 지선, 강현민, 이재학 ※특별출연